# 妙延寺 (町田市)
妙延寺（みょうえんじ）は、東京都町田市森野にある日蓮宗の寺院。山号は長瀧山、院号は多聞院。旧本山は池上本門寺、池上・芳師法縁。

## 歴史
永和2年（1376年）6月12日の創立。渋谷左近尉重宗が開基、比企谷妙本寺池上本門寺両山第4世日山の弟子　唱導院日顗（にちぎ）上人を開山として創建した。

## 伽藍
- 本堂 - 木造寄棟造瓦葺。昭和38年落慶。なお、慶応2年建築の八間四面の祖師堂は昭和20年（1945年）5月24日夜、空襲により焼失した。
- 山門 - この門は空襲を免れた[2]。
- 庫裡 - 昭和21年本堂代わりに建てられた木造平屋建築。その後増築して庫裡と使用されている。
- 鐘楼 - 前本堂と共に空襲で焼失したが再建。
  - この他に妙見菩薩、七面天女の番神堂、疱瘡守護神の赤山社、十界勧請曼陀羅、日蓮経文残闕等を空襲で焼失した。

## 旧末寺
日蓮宗は昭和16年に本末を解体したため、現在では、旧本山、旧末寺と呼びならわしている。
- 久成山壽量寺（町田市図師町）
- 眞永山壽量寺（横浜市南区三春台）

## 参考資料
- 日蓮宗寺院大鑑編集委員会『宗祖第七百遠忌記念出版 日蓮宗寺院大鑑』大本山池上本門寺 （1981年）
- 町田市史
- 「森野村 妙延寺」『新編武蔵風土記稿』 巻ノ90多磨郡ノ2、内務省地理局、1884年6月。NDLJP:763988/48。
- “街を歩く　シルクロードその3”. 町田市公式サイト. 2021年3月7日閲覧。